# Georg Niedermeier
Georg Niedermeier (* 26. Februar 1986 in München) ist ein ehemaliger deutscher Fußballspieler auf der Position des Innenverteidigers, der zuletzt bei Melbourne Victory unter Vertrag stand.

## Vereine

### Jugend
Bis zu seinem neunten Lebensjahr spielte Niedermeier beim SC Bogenhausen in München. 1995 wechselte er schließlich als Stürmer in die Jugendabteilung des FC Bayern München und durchlief bis 2003 sämtliche Jugendmannschaften, ehe er letztlich als Verteidiger zur Amateurmannschaft der Bayern stieß und für diese am 18. Oktober 2003 (12. Spieltag) beim 0:0-Unentschieden im Heimspiel gegen den FC Augsburg debütierte. In derselben Saison 2003/04 wurde er als feste Größe in der U19 des FC Bayern München Meister der A-Junioren Bundesliga. Insgesamt kommt Niedermeier in 37 U19-Partien auf 12 Tore.

### FC Bayern München
Nach 68 Regionalligaspielen für den FC Bayern München II sowie dem Meistertitel der Regionalliga-Süd 2003/04 gab er am 27. Juli 2008 (1. Spieltag) beim 2:1-Heimsieg über den 1. FC Union Berlin sein Debüt in der neu geschaffenen 3. Liga, wobei er die Mannschaft als Kapitän aufs Feld führte.
Zudem stand Niedermeier mehrmals im Bundesliga- und im UEFA-Champions-League-Kader der ersten Mannschaft des FC Bayern München.
Im Januar 2009 unterzeichnete Niedermeier einen neuen Vertrag bei den Münchner, die ihn damit bis 2012 an sich binden konnten.

### VfB Stuttgart
Über ein am 30. Januar 2009 getätigtes Leihgeschäft spielte Niedermeier zunächst bis Saisonende 2009/10 für den VfB Stuttgart, für welchen er unter Cheftrainer Markus Babbel am 1. März 2009 (22. Spieltag) beim 2:0-Sieg im Auswärtsspiel gegen den Rivalen Karlsruher SC in der Bundesliga debütierte. In seinem ersten halben Jahr bei den Schwaben sollte er noch 4 weitere Male in der Bundesliga zum Einsatz kommen, ehe ihn eine Sprunggelenksverletzung aus dem Heimspiel gegen Borussia Dortmund zum vorzeitigen Saisonende zwang.
Der VfB Stuttgart beendete die Saison nach einer furiosen Rückrunde auf dem 3. Tabellenplatz, der die Qualifikation zu den UEFA Championsleague Playoffs 2010 bedeute.
In der Folgesaison 2009/10 kam er nicht nur zwölfmal für die Schwaben in der Meisterschaft zum Einsatz, sondern gab am 24. November 2009 (5. Spieltag) beim 2:0-Sieg im Auswärtsspiel gegen Glasgow Rangers auch noch sein Debüt in der UEFA Champions League und erreichte mit den Schwaben den Einzug ins UEFA-Champions-League-Achtelfinale gegen den FC Barcelona. Bei seinen 12 Startelfeinsätzen in der Bundesliga Meisterschaft ging Niedermeier dabei lediglich ein einziges Mal als Verlierer vom Platz. Sein erstes Bundesligator erzielte er beim 1:1 im Auswärtsspiel bei Borussia Dortmund am 22. August 2009 (3. Spieltag).
Noch während der Saison, am 11. Februar 2010 wurden die Bemühungen des VfB Stuttgart belohnt und Niedermeier unterzeichnete einen bis Juni 2014 datierten 4-Jahres-Vertrag beim VfB Stuttgart. Die Ablösesumme soll dabei bei ca. 3,5 Millionen € betragen haben.
In der kommenden Spielzeit 2010/11 sollte Georg Niedermeier insgesamt 42-mal für den VfB Stuttgart auf dem Platz stehen. Dabei erzielte er insgesamt 5 Tore und bereitete 5 weitere vor und war folgerichtig zusammen mit Mats Hummels der torgefährlichste Innenverteidiger der Bundesliga.
Niedermeier verlängerte seinen noch laufenden Vertrag mit dem VfB am 9. Januar 2013 vorzeitig bis Ende Juni 2016.
In der Saison 2015/16 erzielte Niedermeier beim 5:1 am 5. März 2016 im Heimspiel gegen die TSG 1899 Hoffenheim erstmals zwei Treffer in einem Bundesligaspiel.
Er verließ den VfB Stuttgart im Juni 2016.

### SC Freiburg
Im August 2016 wechselte er zum Bundesligisten SC Freiburg.
Niedermeier gab sein Debüt für den Sport-Club, als er in der 78. Minute eingewechselt wurde, in einer 3:0-Niederlage gegen den 1. FC Köln am 16. September 2016. Nach einem guten Start in die Saison 2016/17 machte Niedermeier noch drei weitere Starts für die Mannschaft, ehe er sich Anfang Oktober in einer Trainingseinheit eine lang anhaltende Rückenverletzung zuzog, die ihn zwang, den größten Teil der ersten und nach einem kurzen Comeback im Januar sogar die zweite Saisonhälfte von der Tribüne aus zu verfolgen. Nichtsdestotrotz erwies sich Niedermeier als unerbittlicher Motivator – Trainer und Offizielle würdigten seine Rolle, während die Mannschaft eine bemerkenswerte Saison auf dem siebten Platz beendete und die Möglichkeit erhielt, in der folgenden Saison die UEFA Europe League-Qualifikation zu spielen. Am Ende der Saison 2016/17 kam Niedermeier aufgrund seiner Verletzung lediglich auf sieben Einsätze in allen Wettbewerben auf.

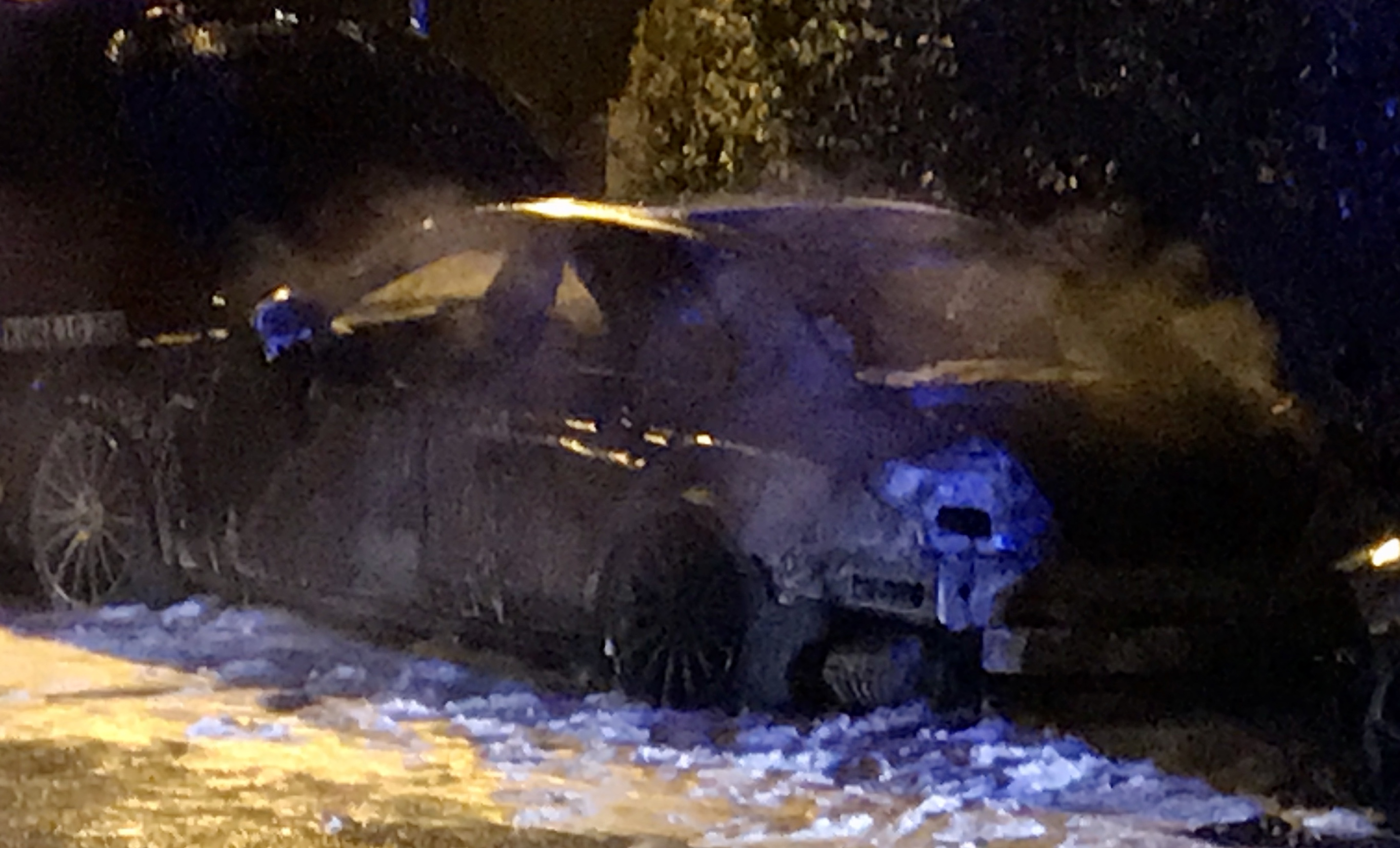
Niedermeiers ausgebrannter Mercedes AMG 2017

Die Saison 2017/18 in Freiburg wurde jedoch zu einer großen Herausforderung für Niedermeier, da sich die Vereinspolitik massiv änderte, als sein Wechsel zum späteren Bundesligisten Union Berlin nicht finalisiert werden konnte. Aufgrund seines Gehalts und der Tatsache, dass junge Spieler im Jahr zuvor überrascht hatten, wurde Niedermeier aus dem Team gestrichen, um einen Wechsel zu erzwingen. Seine Zeit wurde jedoch noch mehr zu einem Albtraum, als Unbekannte Niedermeiers Mercedes AMG vor seiner Wohnung in Brand steckten. Am Ende der Saison 2017/18 verließ er den Verein.

### Melbourne Victory
Im Juli 2018 wechselte Niedermeier schließlich zum amtierenden australischen Meister Melbourne Victory, nachdem er am 24. Juli 2018 seine sport-medizinische Untersuchung abgeschlossen hatte.
Zusammen mit den anderen europäischen Legionären Keisuke Honda, Olá Toivonen und Raul Baena ging er in die Hyundai A-League Championship 2018/19. Trotz vieler verletzungsbedingter Ausfälle unter der Saison belegte Victory in der regulären Saison den dritten Platz und konnte an der Finalserie 2018/19 teilnehmen. Hier war es war Georg Niedermeier, der das Eröffnungstor beim Viertelfinal-Heimsieg gegen Wellington Phoenix am 3. Mai 2019 im AAMI Park erzielte. Zwei Wochen später jedoch, im Halbfinal K.-o.-Spiel gegen den späteren Champion und größten Konkurrenten Sydney FC im Jubilee Oval zog Melbourne Victory den kürzeren.
Während der Saison 2018–2019 hatte Niedermeier mit zwei Gehirnerschütterungen zu kämpfen und riss sich nach einem guten Start in der Liga in einem rüden Zweikampf das Mittelfußband. Er hatte insgesamt 19 Auftritte und erzielte dabei zwei Tore. Am 28. Mai 2019 gab Melbourne Victory FC bekannt, dass Niedermeier den Club nach Abschluss der Hyundai A-League-Saison 2018/19 verlassen wird. Er verließ Melbourne Victory zum Ende der A-League-Saison 2018/19.

## Nationalmannschaft
Für die U-19-Nationalmannschaft kam er dreimal zum Einsatz; erstmals am 15. September 2004 in Ratingen bei der 0:2-Niederlage gegen die Auswahl Spaniens; gegen die er auch zwei Tage später bei der 1:4-Niederlage in Duisburg spielte. Sein letztes Spiel dauerte sieben Minuten bedingt durch seine späte Einwechslung beim 1:1-Unentschieden gegen Serbien und Montenegro am 25. Oktober 2004 in Velenje.